# Frank Thommessen
Frank Thommessen (* 31. Mai 1962) ist ein ehemaliger deutscher Fußballspieler. Der Defensivspieler hat von 1986 bis 1989 für Bayer 05 Uerdingen in der Bundesliga 32 Ligaspiele absolviert und vier Tore erzielt.

## Werdegang
Über die Stationen VfR Fischeln und Borussia Mönchengladbach gelangte Thommessen 1977 als Jugendspieler zu Bayer Uerdingen. Er spielte vier Spielzeiten für Bayer 05 in der Bundesliga. Sein Debüt gab er unter Trainer Karl-Heinz Feldkamp gegen Borussia Mönchengladbach am 33. Spieltag der Saison 1985/86, am 22. April 1986, bei einem 2:1-Auswärtserfolg auf dem Bökelberg. Vor Torhüter Manfred Kubik bildete er zusammen mit Branko Rodosek, Karl-Heinz Wöhrlin und Norbert Brinkmann die Abwehr der Blau-Roten. Es fehlten an diesem Spieltag mit Werner Vollack, Matthias Herget, Michael Dämgen, Werner Buttgereit, Friedhelm Funkel, Wolfgang Funkel und Rudi Bommer sieben Stammspieler bei Uerdingen. In der folgenden Saison 1986/87 kam er beim Erreichen des 8. Ranges auf 19 Ligaeinsätze und erzielte zwei Tore. Daneben lief er noch in den vier Spielen im UEFA-Cup gegen Carl Zeiss Jena (3:0, 4:0) und Widzew Lodz (0:0, 2:0), sowie im DFB-Pokal am 25. Oktober 1986 bei einem 3:2-Heimerfolg gegen den 1. FC Nürnberg auf.
Zu Ende der Saison 1988/89 verließ Thommesen Uerdingen nach lediglich einem weiteren Bundesligaeinsatz unter Trainer Rolf Schafstall am 18. März 1989, bei einem 2:0-Auswärtserfolg bei Eintracht Frankfurt, und ging zu Rot-Weiss Essen in die 2. Bundesliga. Beim Team aus Bergeborbeck gehörte er unter Trainer Hans-Werner Moors an der Seite von Mitspielern wie Mario Basler, Fabrizio Hayer, Dirk Helmig, Willi Landgraf, Dirk Pusch und Jürgen Röber der Stammbesetzung an und belegte in seinem ersten Jahr bei den Rot-Weißen den 6. Rang. Nach der Saison 1990/91 führte die Misswirtschaft des RWE-Präsidiums mit 5 Millionen Mark Schulden die Rot-Weißen durch Lizenzentzug zum Zwangsabstieg und für Thommessen endete damit seine Laufbahn im Berufsfußball.